# Ашби (Минесота)
Ашби (енгл. Ashby) град је у америчкој савезној држави Минесота.

## Демографија
По попису из 2010. године број становника је 446, што је 26 (-5,5%) становника мање него 2000. године.
| Група             | 2000.       | 2010.       |
| Белци             | 461 (97,7%) | 420 (94,2%) |
| Афроамериканци    | 1 (0,2%)    | 8 (1,8%)    |
| Азијати           | 0 (0,0%)    | 2 (0,4%)    |
| Хиспаноамериканци | 0 (0,0%)    | 5 (1,1%)    |
| Укупно            | 472         | 446         |